# Білопольський Андрій
Білопольський Андрій (1 грудня 1892 — 30 вересня 1986) — український публіцист, громадський діяч.

## Життєпис

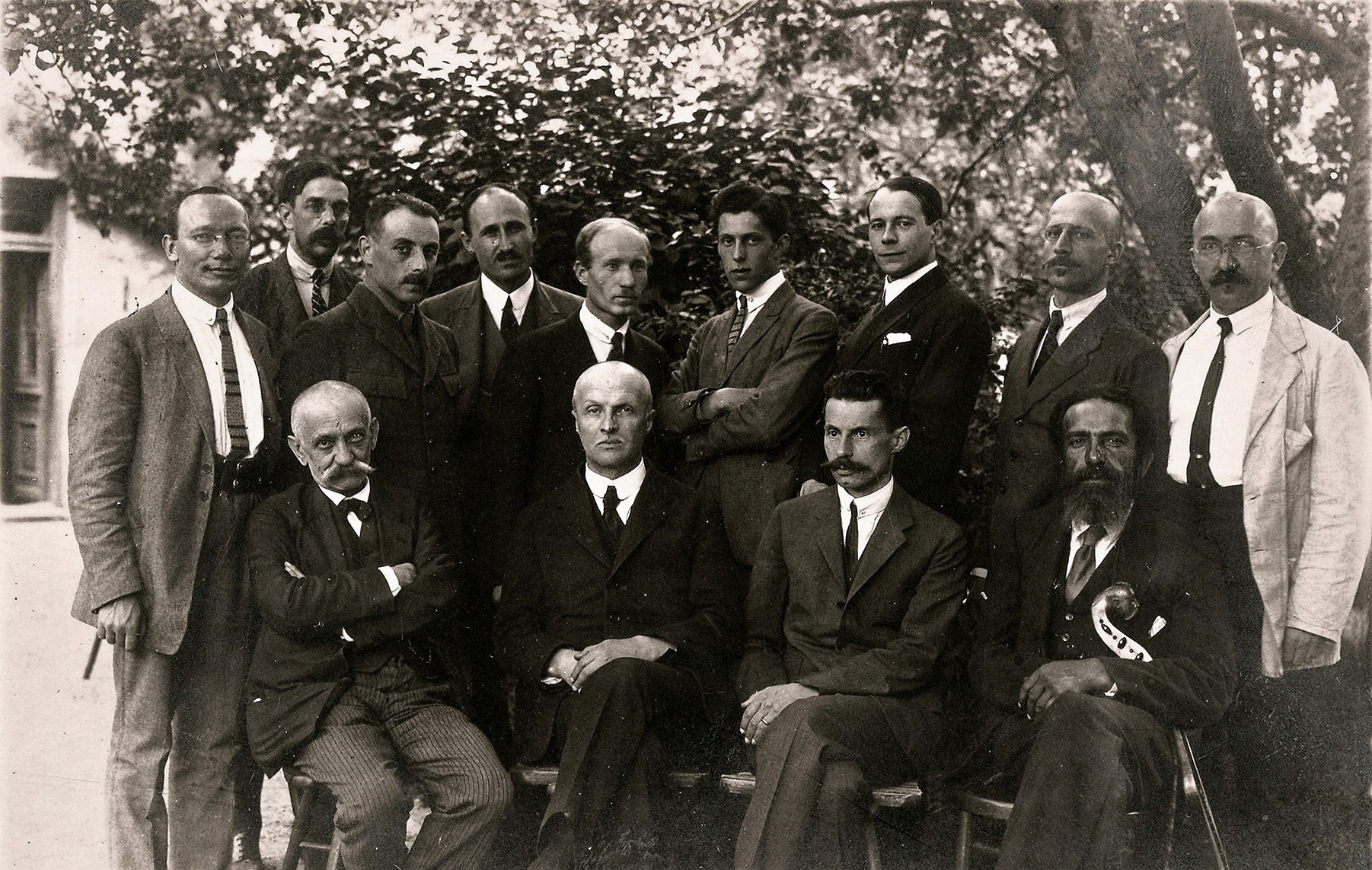
Учасники установчого з'їзду Українського союзу хліборобів-державників, Рейхенау, 4—8 червня 1922 року. Зліва направо сидять: Іван Леонтович, гетьман Павло Скоропадський, В'ячеслав Липинський, Людвіг Сідлецький; стоять Михайло Тимофіїв, Микола Кочубей, Адам Монтрезор, Андрій Білопольський, Михайло Савур-Ципріянович, Ігор Лоський, Володимир Залозецький, Сергій Шемет, Олександр Скоропис-Йолтуховський.

Народився 1 грудня 1892 р. на Херсонщині. Закінчив Київський комерційний інститут (1918). 
Брав участь у визвольних змаганнях. На Третьому військовому з'їзді в Києві у 1917 році його було обрано до Українського військового комітету. Член Центральної Ради, один із засновників Українського союзу хліборобів-державників. 
У 1930 р. прибув у Аргентину, брав участь у заснуванні Союзу українських гетьманців-державників (СУГД), видавав журнал «Плуг та меч», був головою «Просвіти» (1935—1936). У 1956 р. емігрував до США. Брав участь у роботі Ліги визволення народів СРСР, т. зв. Паризького блоку. 
У 1973 році видав 460-сторінковий трактат «СССР на фоне пришлого России» про безперервне продовження російської історії та про монгольські впливи в державному будівництві царської Росії та тогочасного СРСР.
Помер 30 вересня 1986 р.

## Праці
- «СССР на фоне прошлого России: очерк русской истории в новом освещении». А. Биелополе, 1973 - 464 стор.